# إيزابيلا هاولاند
إيزابيلا هاولاند (بالإنجليزية: Isabella Howland)‏ هي نحّاتة ورسامة كارتون أمريكية، ولدت في 1895 في بروكلين في الولايات المتحدة، وتوفيت في 1974.